# Kutub épületegyüttes

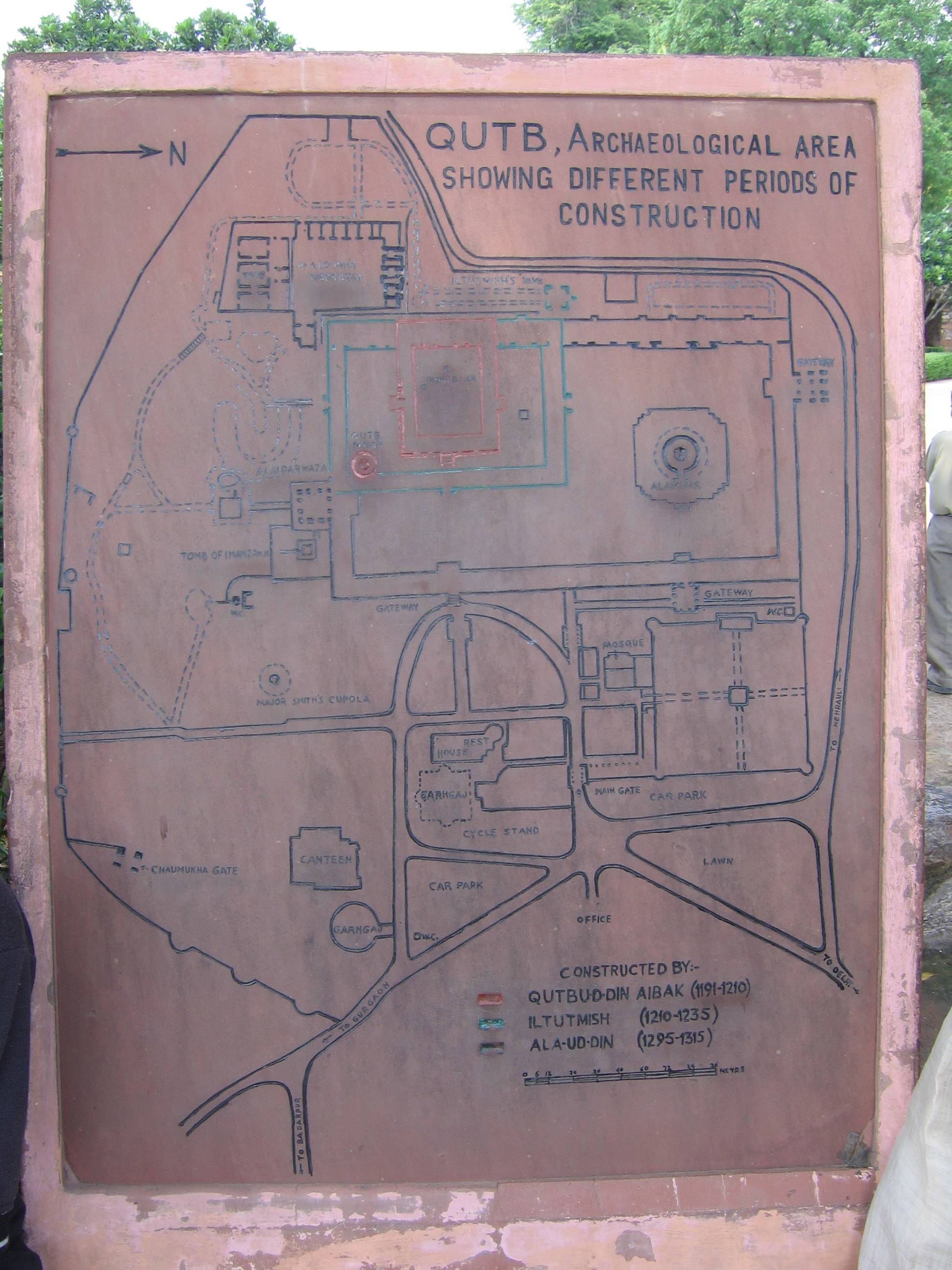
A Kutub Minár épületegyüttes térképe.

A Kutub épületegyüttes egy épületsor Indiában Delhiben Mehraulinál. Ezek közül leghíresebb a Kutub Minár. Az épületegyüttest Kutbuddin Ajbak, a Mameluk dinasztia első uralkodója kezdte el építtetni, majd utódja, Samszuddín Iltutmis (Altmash) Delhiben odébb, III. Prithvírádzs régebbi városa mellett folytatta. A komplexumot több későbbi uralkodó is bővítette, többek között Samszuddín Iltutmis és Aláuddín Hildzsi ugyanúgy, mint Brit India.
Az együttesben található leghíresebb épület a Kutub Minár, de ezen felül itteni fontos építmény az Iszlám Ereje mecset, az Ala-I-Darwaza, az Aláuddín Minár és a vasoszlop. Huszonhét, előzőleg itt állt dzsainszentélyt leromboltak, s azok anyagából építették fel a minaretet és az épületegyüttes többi építményét.

## Kutub Minár
A Kutub Minár a világ legmagasabb téglából készült minaretje, és az indiai iszlám építészet egyik fontos példája. A Kutub Minár 72,5 méter magas. Átmérője az alapnál 14,3 méter, míg a felső szinten 2,7 méter. A környező épületekkel és szobrokkal együtt az UNESCO világörökségi listáján szereplő helyek közé tartozik.

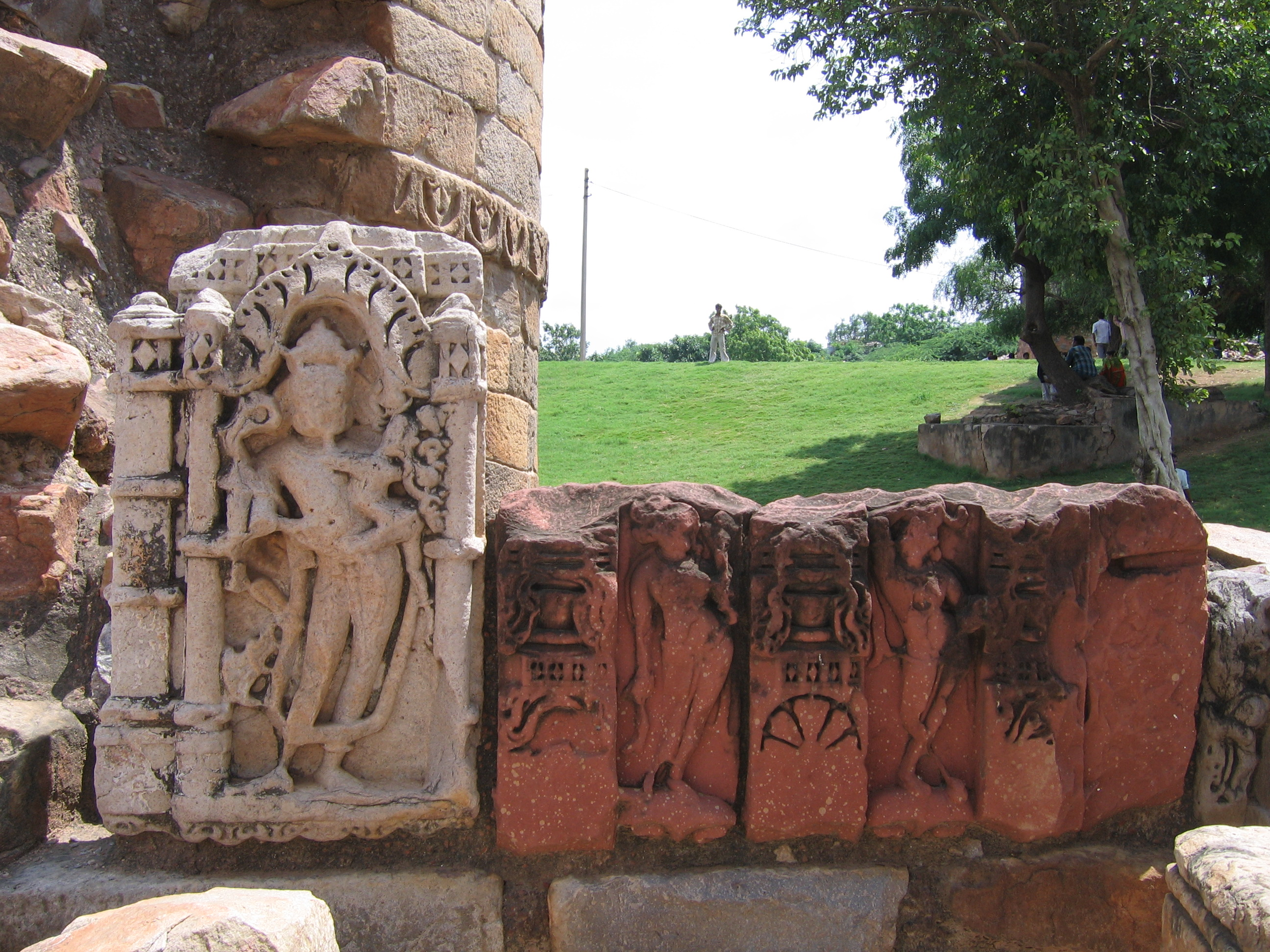
A korábbi dzsain épületek maradványa.

Az építésének indoka a mai napig vitás kérdés. Lehet ez egy átlagos minaret funkciója, hogy imádságra hívja a híveket az Iszlám Ereje nevű mecsetbe, az első, a Delhi Szultanátus területén felépített mecsetbe. Más lehetőség, hogy győzelmi toronynak, az iszlám erejét jelképező szobornak vagy az ellenség távoltartását segítő őrtoronynak építették. A torony nevének eredete körül is vita bontakozott ki. Sok történész úgy gondolja, a Kutub Minár az első török szultánról, Kutbuddin Ajbakról kapta a nevét, de sokan azzal a lehetőséggel is számolnak, hogy a bagdadi szentről, Kutbuddin Baktiár Kakiról nevezték el, aki Indiába jött lakni, s akit Iltutmis nagyon tisztelt.

## Ala-i Minár

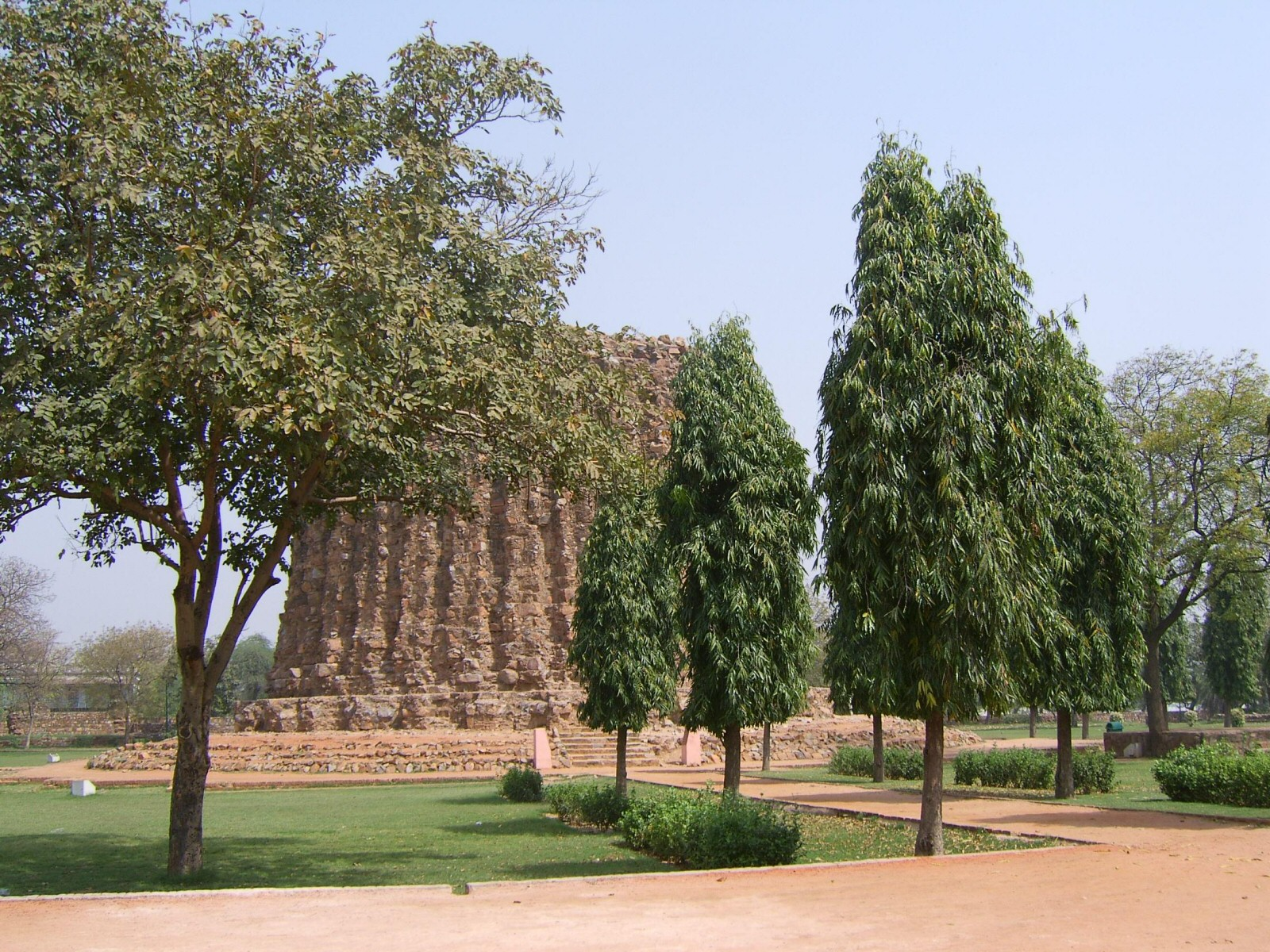
A befejezetlen Ala-i Minar.

Aláuddín Hildzsi kezdte el az Ala-i Minár építését, mely a tervek szerint kétszer akkora lett volna, mint a Kutub Minár. Azonban az első, 24,5 méter magas szint befejezése után a szultán halálát követően abbahagyták az építkezést. Az Ala-i Minár első szintje ma is áll..

## Iszlám Ereje mecset

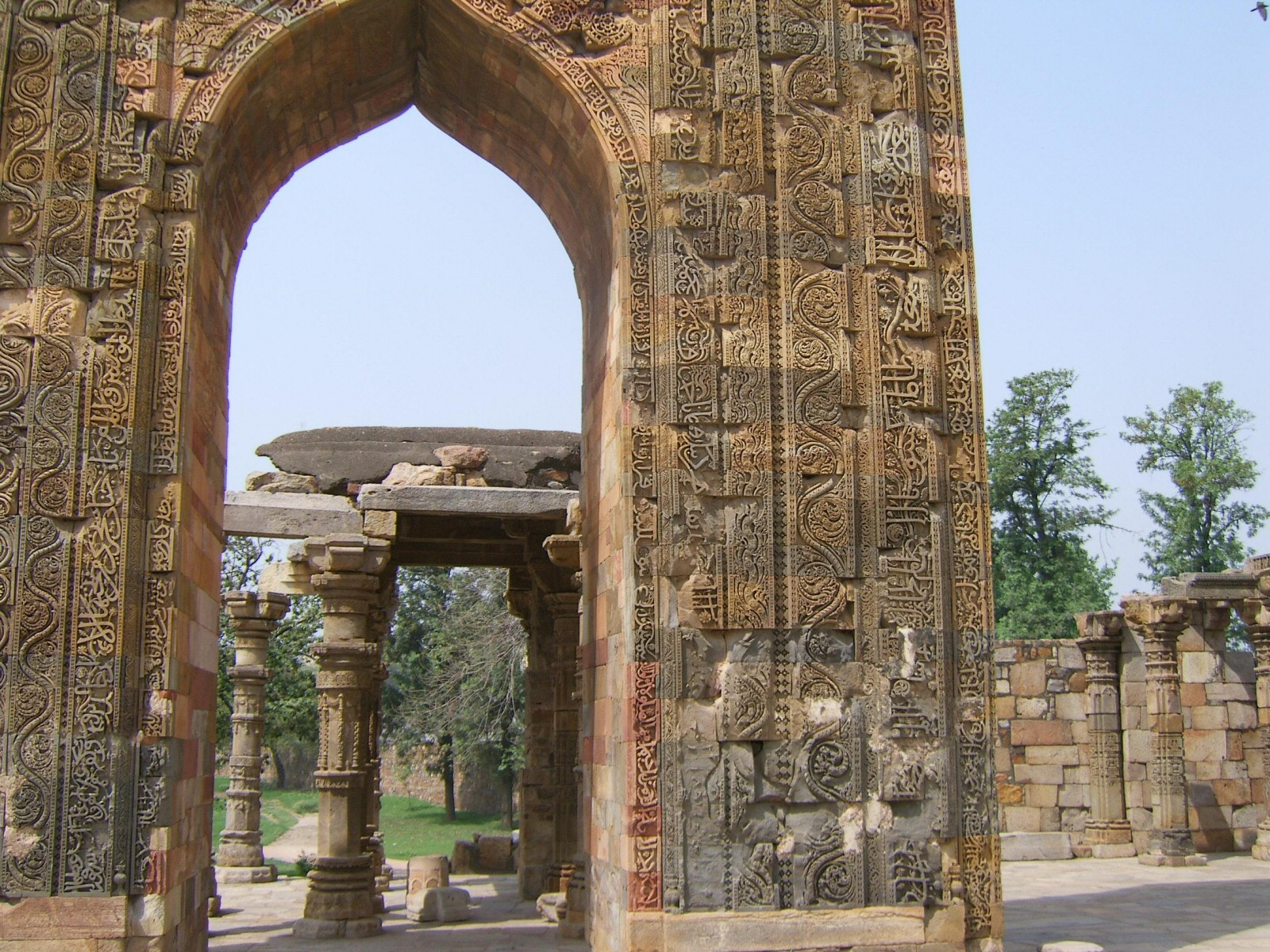
Az épületegyüttesben még ma is számos épületfajta áll.

Az Iszlám Ereje mecsetet (más néven Delhi Nagymecsetjét) Kutb ad-Dín Ajbek, a Mamluk dinasztia alapítója építtette. A mecset építésének munkálatai az 1190-es években kezdődött, mikor Ajbak volt a gurida Muizz ad-Dín Mohamed Delhiben állomásozó csapatainak a parancsnoka. A mecsetet állítólag a 27 itt állt hindi és dzsana szentély építőanyagából emelték. Egy helyi történész által összeállított anyag azt bizonyítja, hogy Kutb ad-Dín Ajbek képeket is rombolt. Ez volt az első mecset Delhiben, amit azután építettek, hogy lerombolták az az előtt itt álló dzsaina szentélyeket, amiket régebben Pritvi Raj épített, és csak a mecseten kívül eső részekből hagytak meg épen. A képrombolás gyakorlata abban az időben általános volt ezen a területen, bár van egy olyan érvelés is, mely szerint ezeket a rombolásokat inkább politikai, semmint vallási indítékok motiválták. Ez volt India muzulmán megszállása óta épített első mecset, és a kor építészetének egyik legjobb állapotban fennmaradt példája.
A mecset kiterjesztése folytatódott Kutb ad-Dín Ajbek halála után is. Utódja, Iltutmis (1210–1236) az imatermet három boltívvel bővítette. Az ő idejére a Mamluk Birodalom stabilizálta helyzetét annyira, hogy az addig alkalmazott hindu kőművesek többségét le tudta cserélni muszlimra. Ez megmagyarázza, hogy az ő idejében épített boltozatok miért hasonlítanak stílusban jobban az iszlámra, mint a Kutb ad-Dín Ajbek idejében építettek.
A mecset ma romokban hever, de az egykorú tartópillérek, a virágmintás motívumok és a geometriai minták még ma is láthatók az iszlám építészeti alkotások között.
Az Iszlám Ereje mecsettől nyugatra fekszik Iltutmis síremléke, amit az uralkodó 1235-ben építtetett.

## Ala-i Darváza
Az Ala-i Darwaza a komplexumba vezető egyik óriási kapu. Az építményt Delhi második Hildzsi szultánja, Aláuddín Hildzsi építtette. A kaput belföldi márvány rácsozott kövek és az itt dolgozó török művészek maradandó alkotásai díszítik.
Ezt a szultanátus időszakának egyik legszebb alkotásának tekintik, patkó alakú boltíveivel, amivel megtiszteli az iszlám mecsetet, aminek ez a bejáratául szolgált.

## Delhi vasoszlop

A Kutub épületegyüttes vasoszlopa.

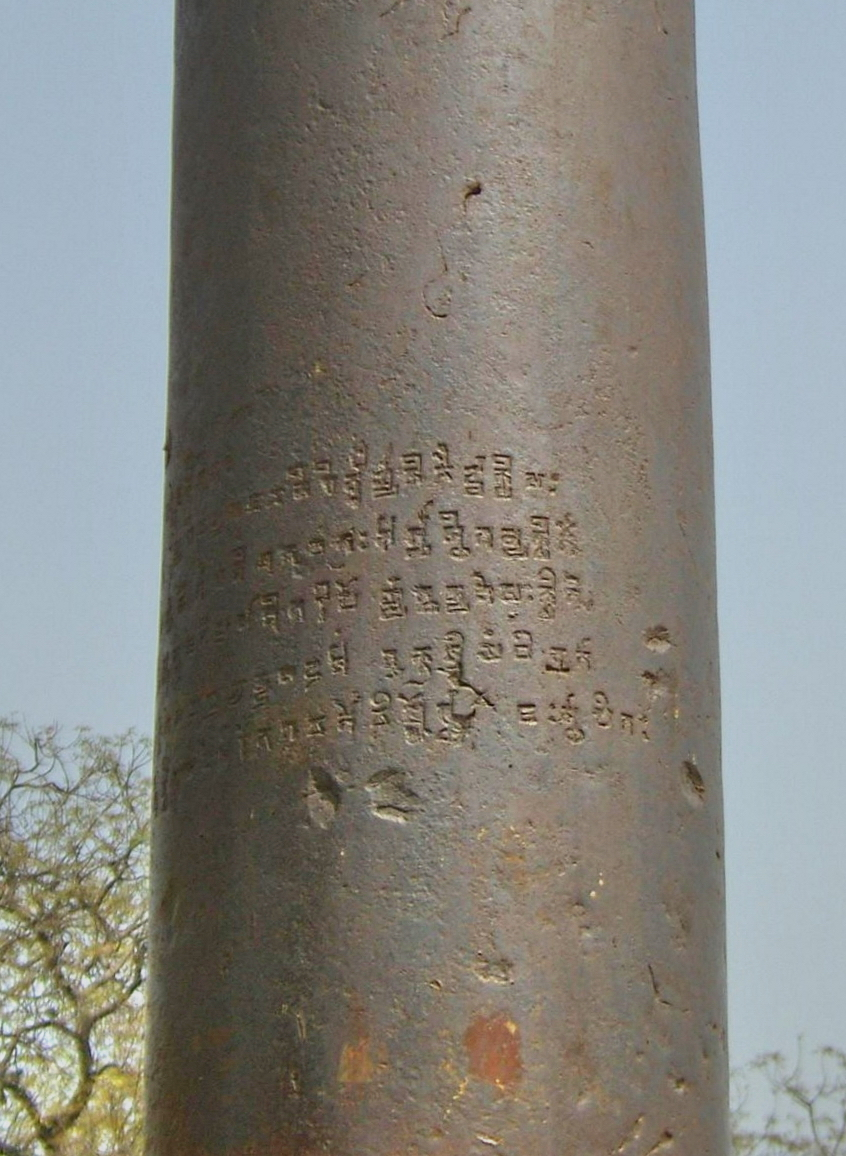
A vasoszlopra írt feliratok kiállták az idő próbáját.

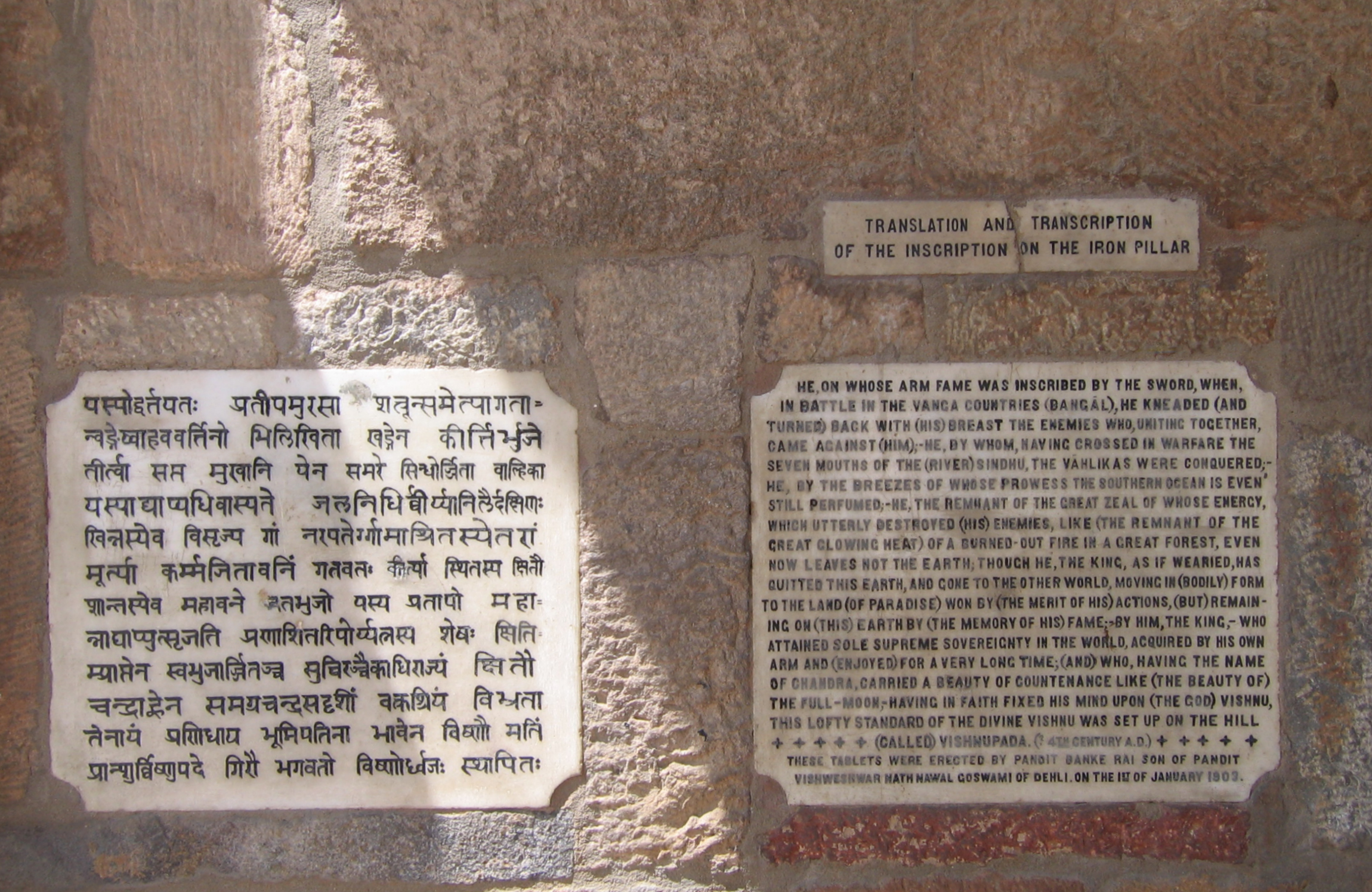
A feliratok angol fordítása.

A vasoszlop a világ egyik első kohászati alkotása. Az oszlop majdnem hét méter magas, és több mint hat tonnát nyom. Az Észak-Indiát 320 és 540 között uraló Gupta dinasztiához tartozó II. Csandragupta (380-415) emeltette. Az oszlop tetejét a garuda elképzelt alakja díszíti. Az oszlop eredetileg Visnupadagiriben („Visnu lábnyoma-hegy”) állt. Ezt a helyet a mai Udajagirivel azonosítják, ami Besnagar, Vidisa és Száncsi közvetlen közelében van, amik Bhopáltól 50 kilométerre északra, India közepén fekszenek. A Visnupadagiri a Ráktérítőnél található, és így a gupták idejében csillagászati központként szolgálhatott. A vasoszlopnak ezen az eredeti helyén fontos asztronómiai feladata volt: hajnali árnyéka csak a nyári napforduló környékén esett az Anantasayain Visnu lába irányába. A hely megépítését és fejlesztését egyértelműen a gupták fejlett csillagászati ismeretei vezették. Így általában a hely fekvése és azon belül a vasoszlopok pontos elhelyezése az Indiában 400 körül meglévő csillagászati tudás bizonyítéka.
Ez az egyetlen, a dzsain szentélyekből megmaradt épületrész, ami a Kutbuddín Ajbak által elkezdett építkezések – melynek során a Kutub Minárt és az Iszklám Ereje mecsetet felépítették – előtt itt álltak. Kutuddín a mecset építése alatt ezt körbeépíttette.
Az oszlopon egy felirat azt állítja, hogy ez egy Visnu (hindu isten) dicsőségére és II. Csandragupta (375–413) emlékére állított zászlóoszlop, 95%-os tisztaságú kovácsolt vasból készítették. 7.21 méter magas és 41 centiméter az átmérője. Azt is megerősítették, hogy az ilyen oszlop készítéséhez szükséges hőmérsékletet nem lehet szénégetéssel elérni. Az oszlop az ókori indiai vaskovácsolók által elért magas szintű vaskinyerés és megmunkálás bizonyítéka.
A régészek és a kohászok érdeklődését is felkeltette, mivel a durva időjárás ellenére az utóbbi 1600 évben ellenállt a korróziónak. A szokatlanul jó rozsdaállósága úgy tűnik, hogy a magas foszfortartalom miatt maradt meg, ami a kedvező helyi időjárással együtt elősegítik a vasoxidok és foszfátokból álló szilárd védőrétegének a képződését, s ez segíti megakadályozni a felszíni rozsdaképződést.
Egy népszerű hagyomány miatt az oszlop köré kerítést emeltek. E hagyomány szerint jó szerencsét hoz, ha háttal az oszlopnak állva azt tudja valaki karolni.

## Galéria

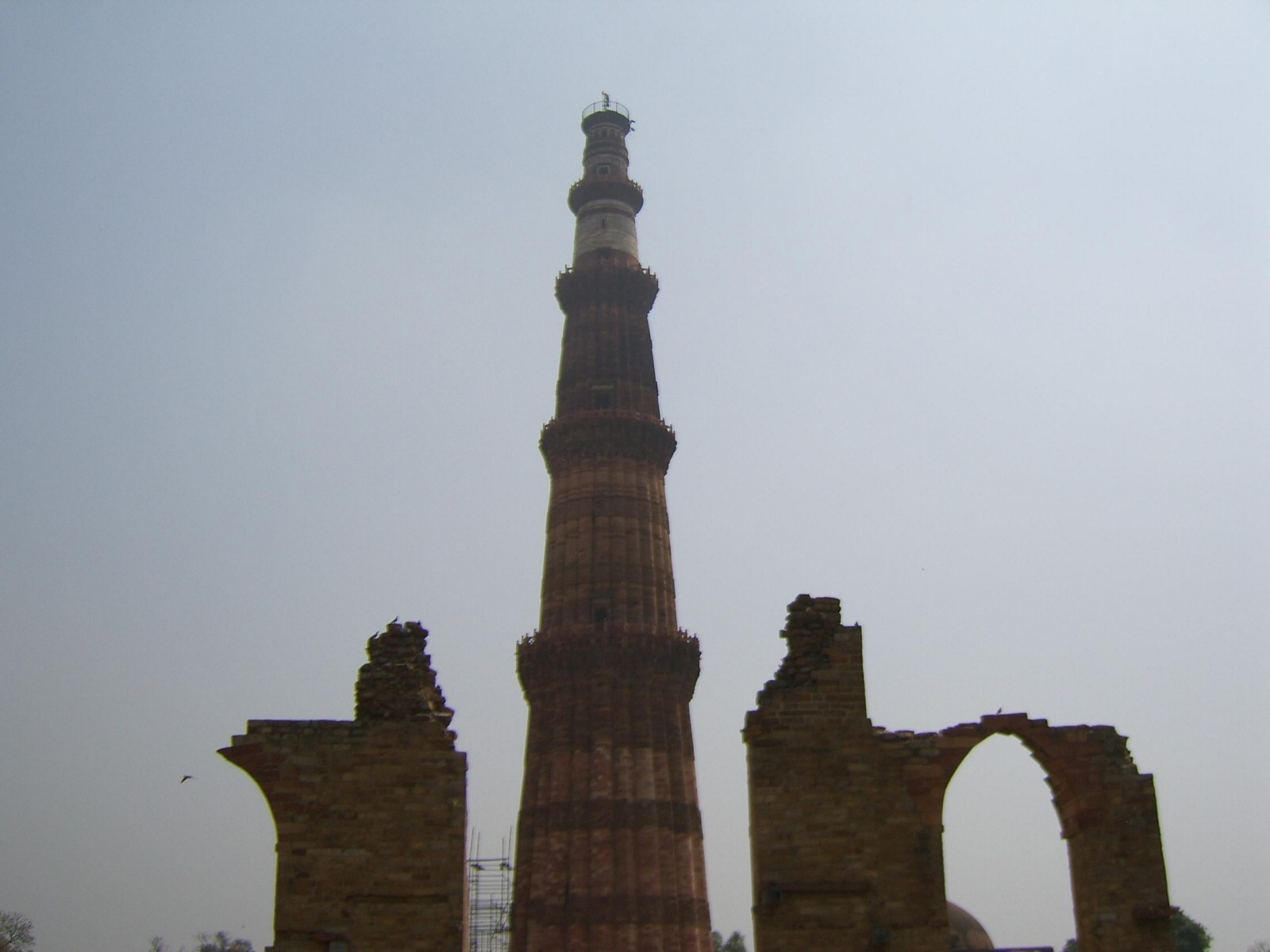
A Kutub Minár mérete miatt messziről is látható.
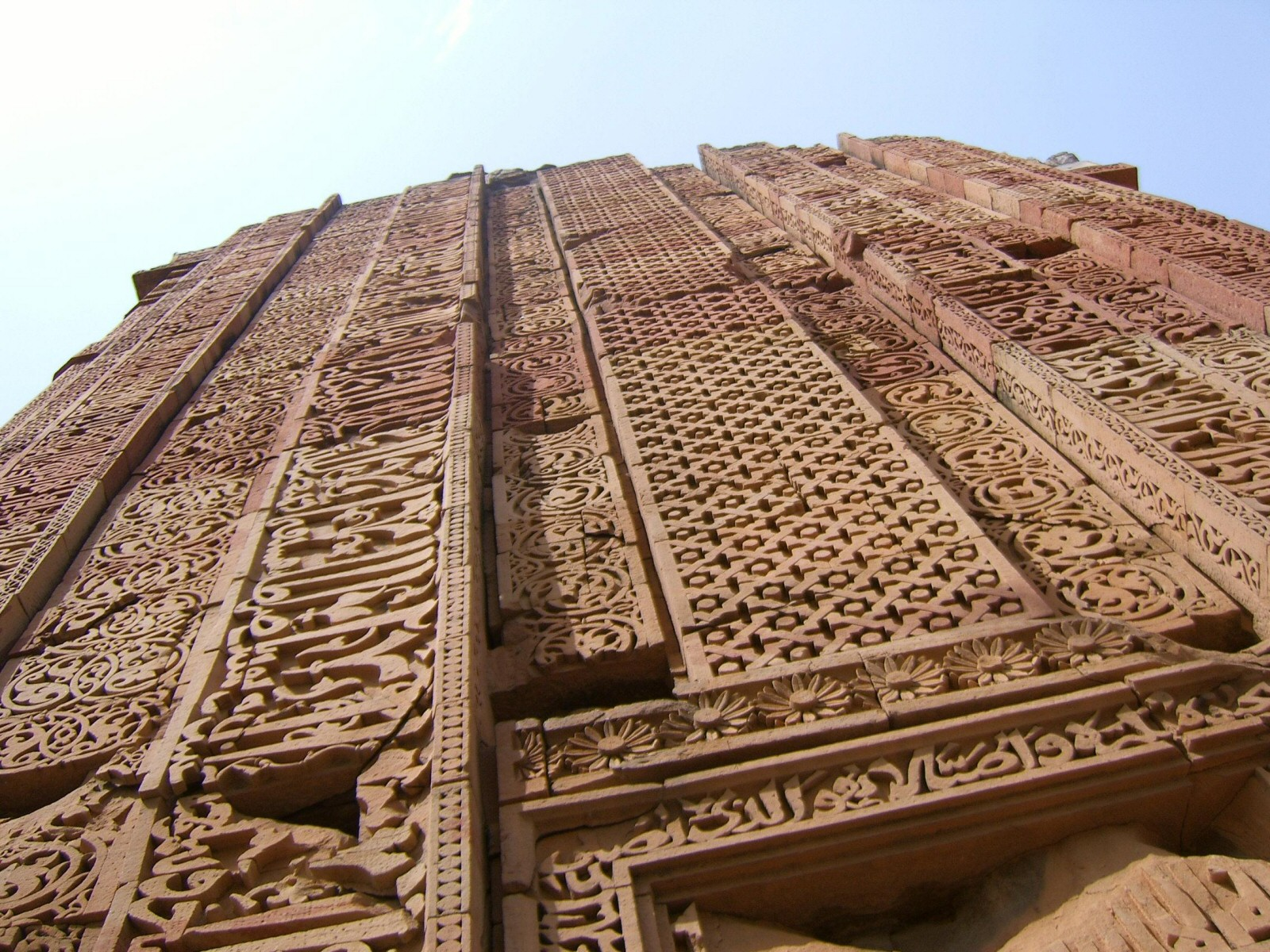
Soféle építészeti munka megtalálható az épületegyüttesben, az egyik díszesebb, mint a másik.
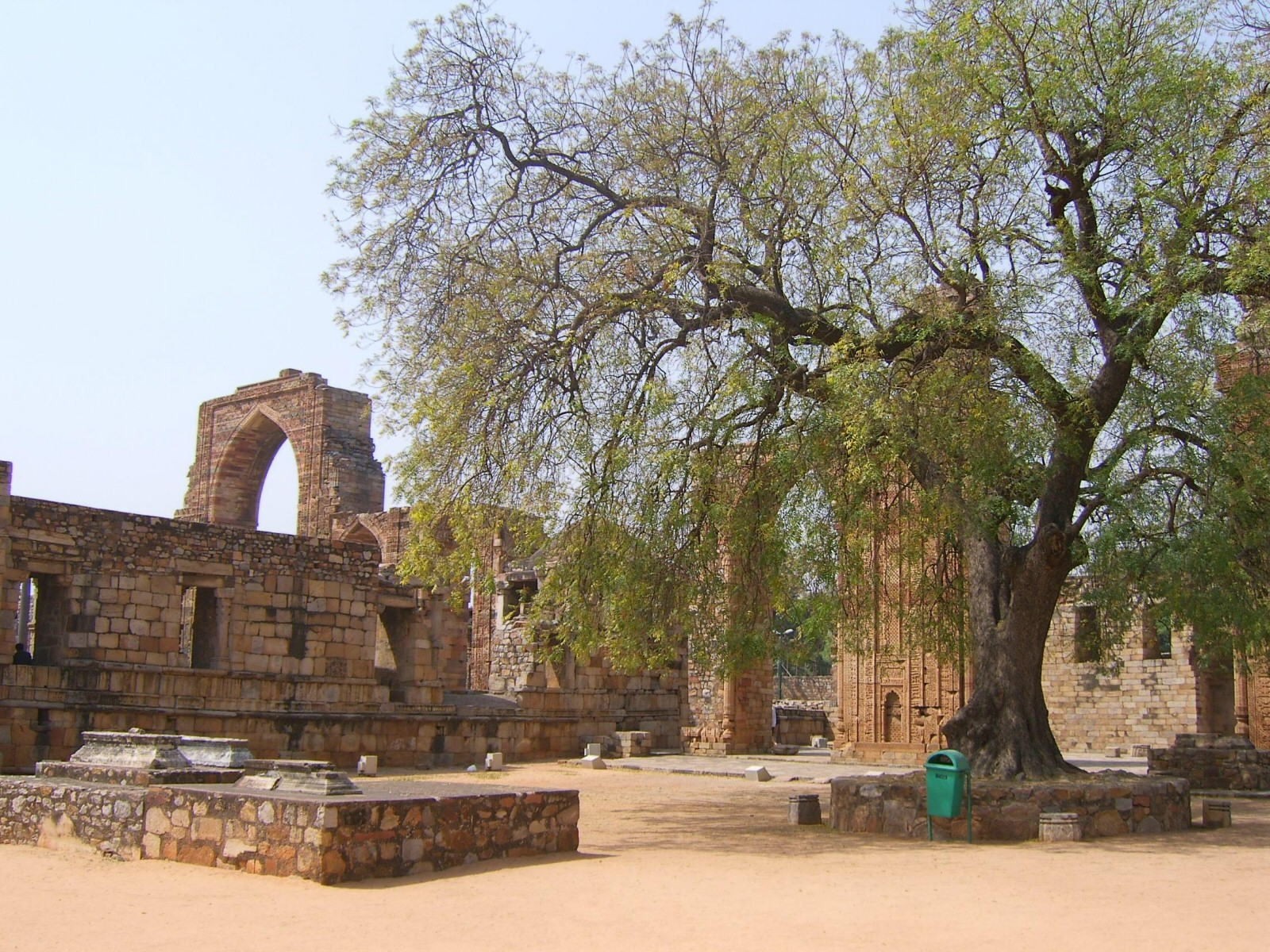
Az ehhez hasonló szabad területeken csak ritkán nincsenek látogatók.
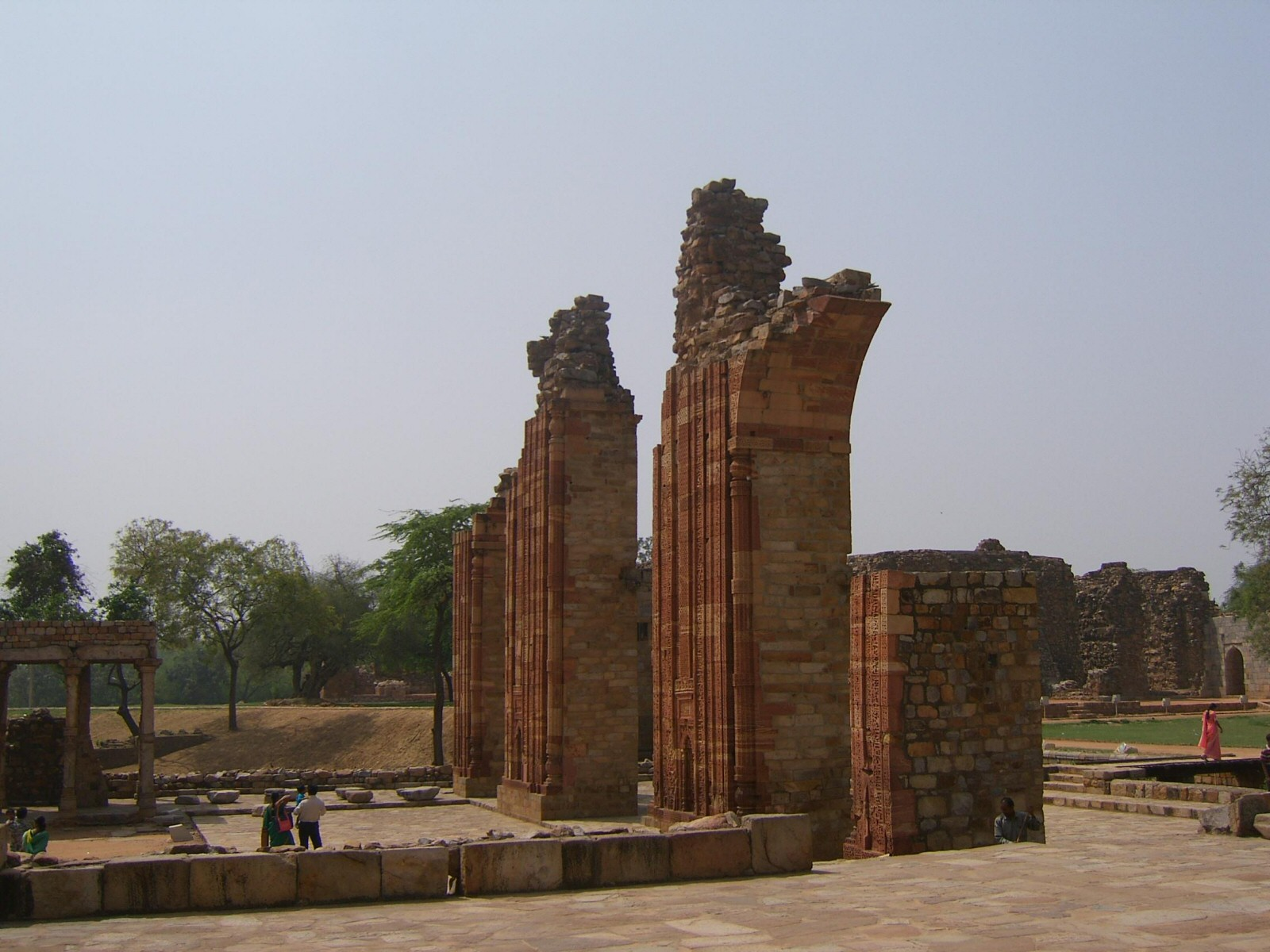
A területen több helyen még ma is álló épületek vannak.
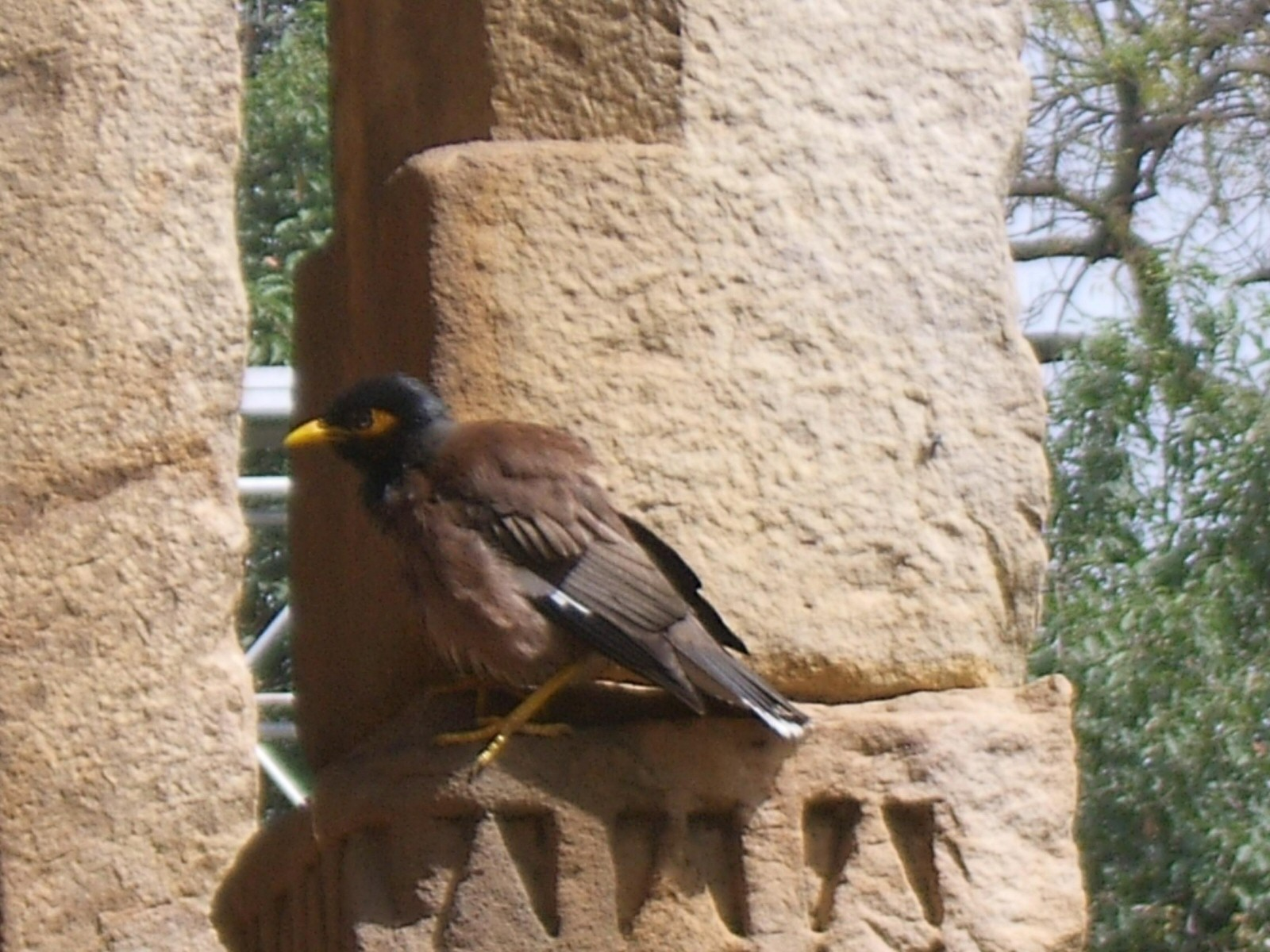
Vadélet a romok között.
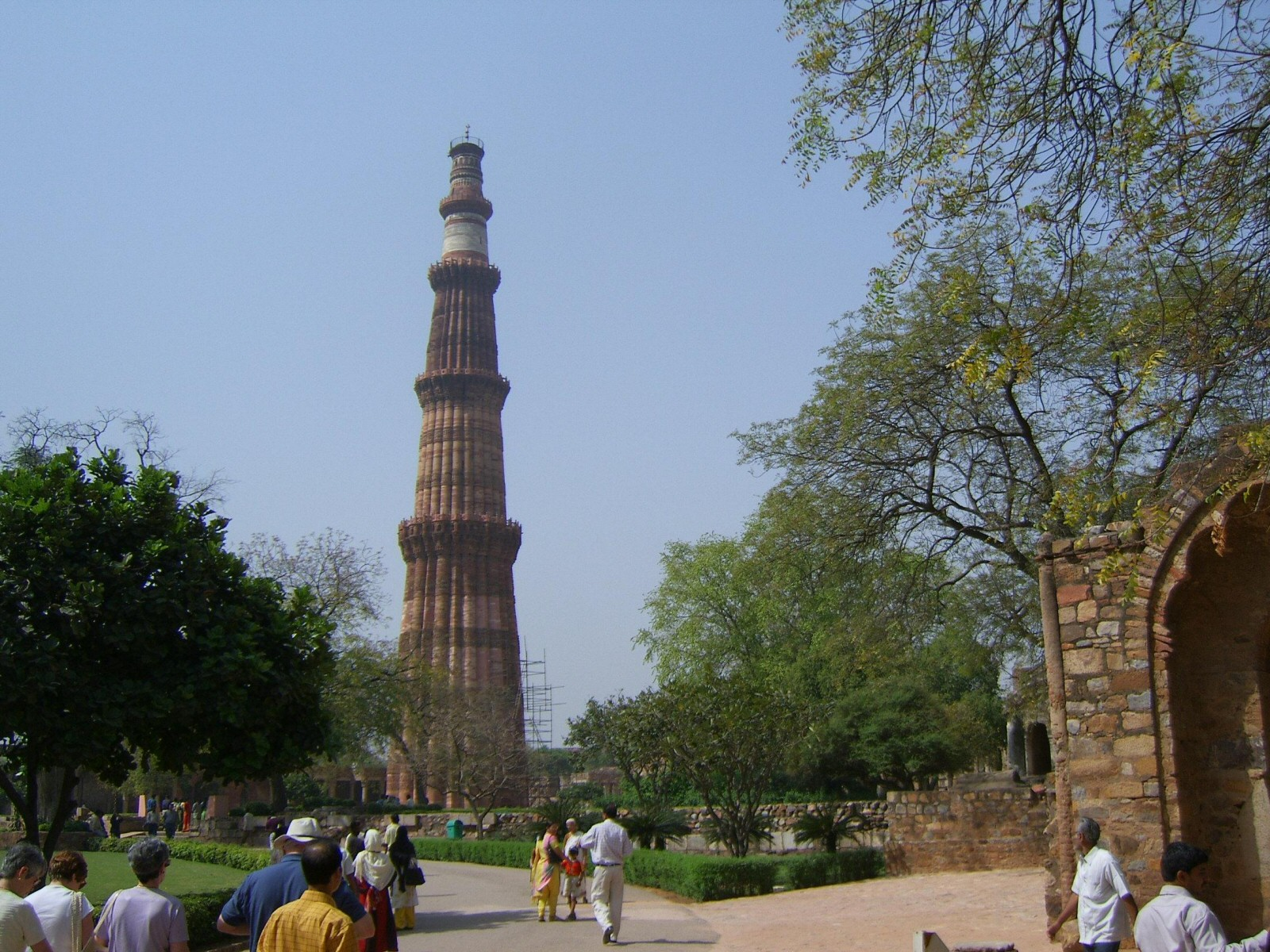
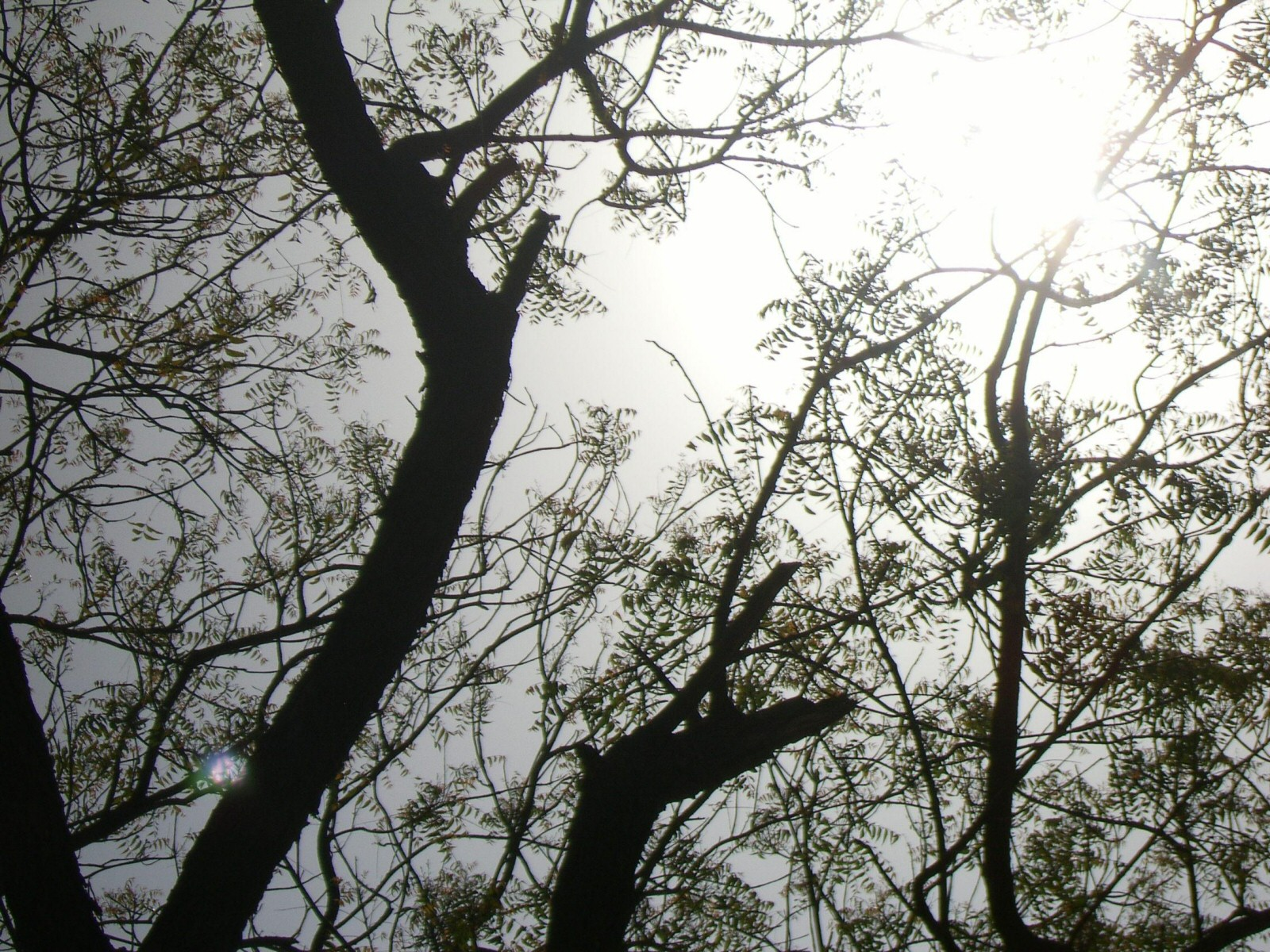
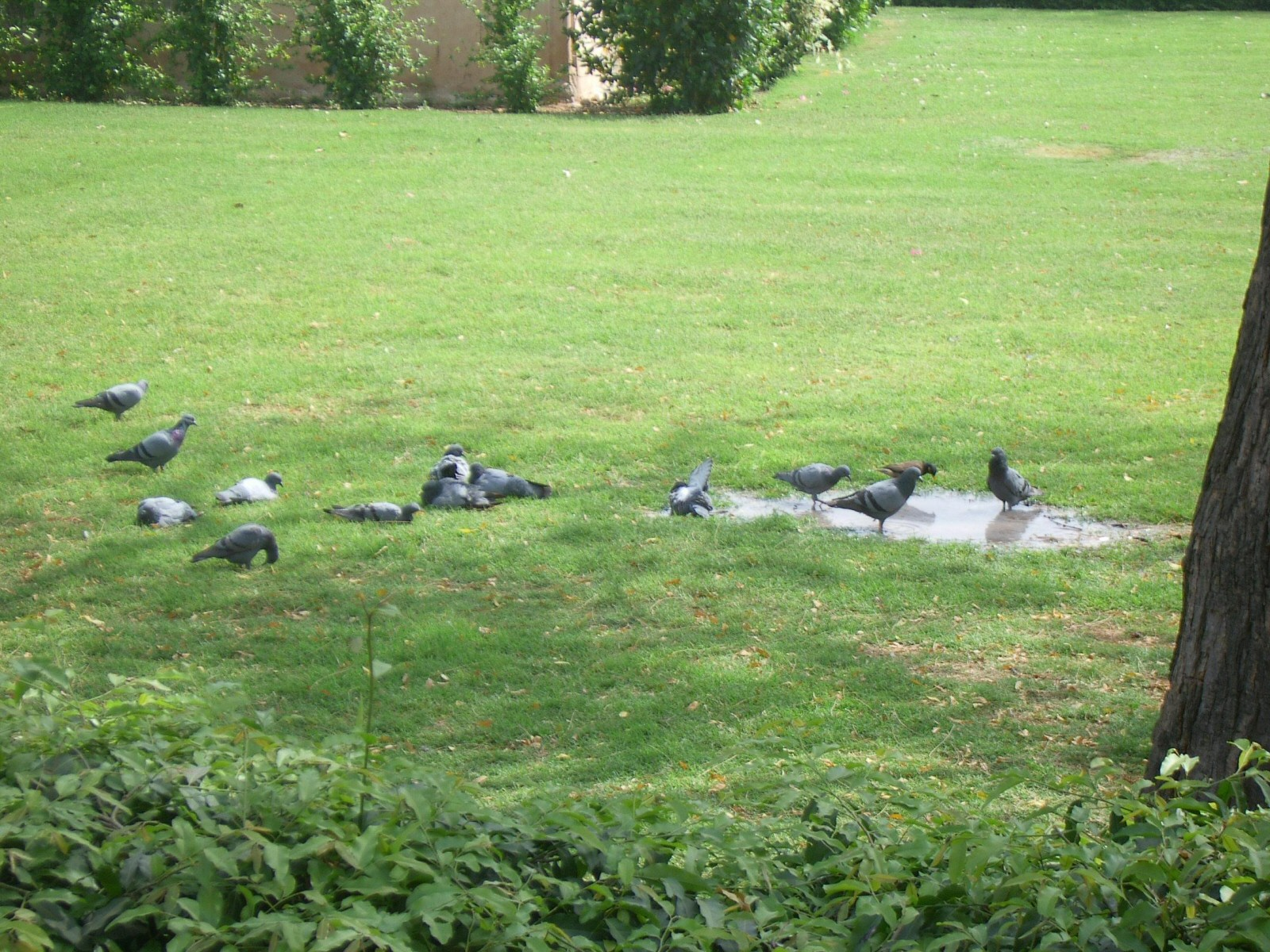
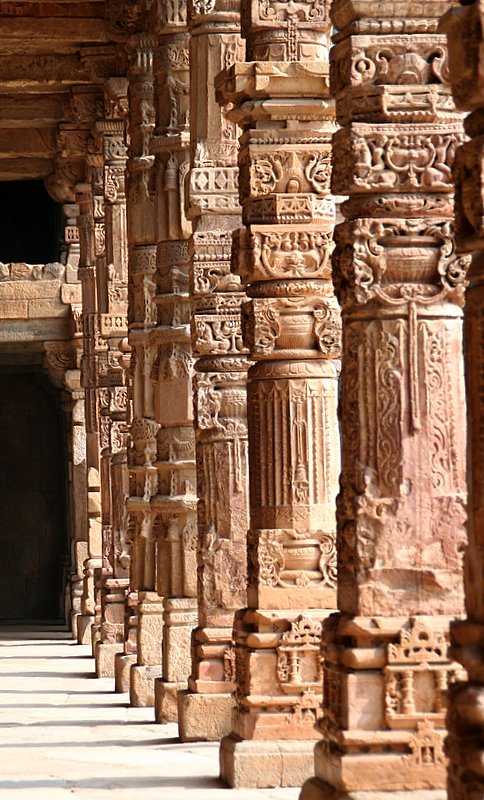
A dzsain templom maradványai a Kutub együttesen belül